# Rezzakul Haider Chowdhury
Pour les articles homonymes, voir Chowdhury.
Rezzakul Haider Chowdhury est un officier de l'armée du Bangladesh, ancien directeur de la direction générale du renseignement des forces.

## Carrière
Rezzakul a été condamné à mort dans l'affaire du transport de dix camions d'armes et de munitions à Chittagong en 2014. En 2004, la police a saisi dix camions remplis d'armes lors d'un raid sur une jetée appartenant à l'État dans la ville portuaire de Chittagong, au sud-est du pays. L'origine des armes n'a jamais été établie publiquement, mais on pense qu'elles étaient destinées aux rebelles du Front uni de libération de l'Assam (ULFA] en Inde. 
Chowdhury a tenu des réunions avec des responsables du groupe ARY et de l'agence de renseignement pakistanaise ISI concernant la contrebande d'armes. L'ancien directeur du National Security Intelligence (en) (NSI), le commandant d'escadre Shahab Uddin, a déclaré dans sa déclaration qu'un ressortissant pakistanais nommé Amir bhai, qu'il a ensuite connu sous le nom de Paresh Barua, chef de l'ULFA, l'a rencontré à l'hôpital militaire combiné de Dacca à 19 heures le 30 mars 2004. Amir a dit à Shahab qu'il avait une réunion avec le DG de la NSI. En raccompagnant Amir, Shahab a pu voir de sa cabine l'ancien directeur du DGFI, Rezzakul Haider Chowdhury, debout près de l'escalier.
Il a entretenu des contacts réguliers avec Tarique Rahman lorsqu'il était à la Direction générale du renseignement des forces. Il est actuellement en prison. Il a été directeur général du National Security Intelligence .
Pour son implication dans le trafic d'armes il a été condamné à mort. De hauts responsables du parti Jamaat-e-Islami figurent parmi les personnes condamnées à mort, dont son chef, Matiur Rahman Nizami. L'ancien ministre adjoint de l'Intérieur, Lutfozzaman Babar, a également été condamné.
Entendant son verdict, Chowdhury, a déclaré : « C'est un verdict planifié. Je n'ai rien à dire à ce sujet ». « J'étais membre du comité formé pour enquêter sur l'incident. L'ancien secrétaire Omar Faruk en était également membre. Il a été contraint de faire une fausse déclaration contre moi », a-t-il ajouté.